# Lymantria ossea
Lymantria ossea är en fjärilsart som beskrevs av Lambertus Johannes Toxopeus 1948. Lymantria ossea ingår i släktet Lymantria och familjen tofsspinnare. Inga underarter finns listade i Catalogue of Life.